# Congo
Congo – wygasły wulkan w Kostaryce znajdujący się na terytorium Parku Narodowego Wulkanu Poás (Parque nacional Volcán Poás).
Wulkan Congo ma ok. 1,5 miliona lat. W przeszłości koło niego istniał drugi bliźniaczy wulkan. Congo wznosi się na 2014 m n.p.m. W jego stokach biorą początek dwie rzeczki wpływające do jeziora Hule znajdującego się u podnóża góry. W 1993 roku został włączony w granice Parku Narodowego Wulkanu Poás.